# Tubular Bells III
 (février 2023).
Si vous disposez d'ouvrages ou d'articles de référence ou si vous connaissez des sites web de qualité traitant du thème abordé ici, merci de compléter l'article en donnant les références utiles à sa vérifiabilité et en les liant à la section « Notes et références ».
Albums de Mike Oldfield
Voyager
(1996) Guitars
(1999)
Tubular Bells III est le 18e album studio de Mike Oldfield, sorti en 1998 chez Warner Music UK. Suite de la série Tubular Bells, le premier datant de 1973 alors que le deuxième a été produit en 1992, ce troisième volet est sorti à l'occasion du 25e anniversaire du premier album de Tubular Bells.
Oldfield a créé l'album alors qu'il vivait à Ibiza, et a déclaré que l'inspiration pour certains de ses éléments électroniques venait des styles de musique joués dans les bars et les clubs de l'île. 
Contrairement à Tubular Bells II, Tubular Bells III ne suit pas le modèle des deux pièces de l'original, mais fait plutôt référence à une partie de la musique de cet album. Par exemple, "The Source of Secrets" fait référence à la section "Introduction" de l'album original, et "Far Above the Clouds" fait référence à la section "Finale" de Tubular Bells. 

## Contenu de l'album
1. The Source of Secrets - 5:35
2. The Watchful Eye - 2:09
3. Jewel in the Crown - 5:45
4. Outcast - 3:49
5. Serpent Dream - 2:53
6. The Inner Child - 4:41
7. Man in the Rain - 4:03
8. The Top of the Morning - 4:26
9. Moonwatch - 4:25
10. Secrets - 3:20
11. Far Above the Clouds - 5:30

Contrairement au premier, mais comme pour le deuxième, la pièce est coupée en plusieurs sections indépendantes, dont chacune dispose d'un titre propre.
Les six premières pièces s'enchaînent, de même que les quatre dernières, laissant la chanson pop Man in the Rain isolée au milieu. Ce genre de montage est inédit chez Oldfield, qui place habituellement ce type de pièce plutôt en fin d'album. Par ailleurs, malgré l'enchaînement de la plupart des pièces, celles-ci restent nettement plus individualisées que dans les deux premiers albums de la série, faisant de Tubular Bells III une œuvre plus hétérogène.
Cet album inclut des sonorités résolument modernes, et en particulier proches de la musique techno, notamment par l'usage de la batterie électronique, des sons synthétiques, et des boucles. En ce sens, il représente, par rapport aux deux premiers albums de la série, une véritable rupture stylistique ; toutefois, on reconnaît toujours « quelque chose » des deux premiers, et c'est ce « quelque chose » qui constitue, par induction, l'« esprit » de la série.
En particulier, on retrouve le carillon tubulaire éponyme, mais aussi les ambiances éthérées et calmes qui font l'esprit de la série.
Cet album a été en partie enregistré dans le home-studio de la villa que Mike Oldfield possédait alors à Es Cubells, Ibiza.

## Chant
Les titres "The Source Of Secrets", "Jewel in the Crown" et "Secrets" présentent Amar en tant que chanteuse. Oldfield peut être entendu sur "Outcast". Rosa Cedrón, chanteuse de Luar Na Lubre, interprète "The Inner Child", alors que "Man in the Rain" est interprétée par la chanteuse irlandaise Cara Dillon, surnommée "Cara from Polar Star" (nom de courte durée d'un projet auquel elle participait à l’époque), avec des voix supplémentaires de Heather Burnett. "Far Above The Clouds" nous apporte Clodagh Simonds qui interprète la voix principale, tandis que la voix de l'enfant est interprétée par Francesca Robertson.

## Instruments
Certains des instruments figurant sur cet album sont les synthétiseurs Roland D-550, JD-990, JV1080, Clavia Nord Lead et Korg Trinity. Le synthétiseur pour guitare Roland VG8 est utilisé sur des titres tels que "Man in the Rain".
Oldfield a également utilisé des batteries échantillonnées de ses albums Crises et Ommadawn sur certaines pièces. "Man in the Rain" présente aussi ce genre de sonorités issues de "Moonlight Shadow", "Outcast" contient des batteries échantillonnées tirées de "Shadow on the Wall" et "Far Above The Clouds" contient des échantillonnages tirées de la fin de "Ommadawn part 1". "Far Above The Clouds" propose également un rythme de guitare échantillonné de la section "Finale" de "Tubular Bells (Part 1)", bien que, dans ce cas, il soit assez faible dans le mixage et à un tempo beaucoup plus rapide.

## Rééditions
Tubular Bells III, avec Tubular Bells II et The Songs of Distant Earth, ont tous été réédités sur vinyle 180g le 27 avril 2015. Cela fait suite aux dernières sorties de Tubular Bells, Hergest Ridge, QE2, Five Miles Out et Crises dans le même format.

## Personnel
- Amar : Chant sur The Source Of Secrets, Jewel In The Crown et Secrets.
- Rosa Cedrón : Chant sur The Inner Child
- Cara Dillon : Chant sur Man In The Rain
- Heather Burnett : Voix additionnelle sur Man In The Rain
- Clodagh Symonds : Voix sur Far Above The Clouds
- Francesca Robertson : Voix enfantine sur Far Above The Clouds
- Mike Oldfield : Guitares acoustique et électrique, Synthétiseur pour guitare Roland VG8, basse, synthé Roland JD-990, synthé Roland JV1080, synthé Korg Trinity, claviers Clavia Nord Lead, Samplings et autres instruments, voix sur Outcast